# Уфимская городская электричка
Уфимская городская электричка — система электротранспорта, связывающая север и юг Уфы и использующая существующую железнодорожную инфраструктуру.

## История
В 1988 году институт «Нижегородметропроект» при проведении предварительного проектирования уфимского метрополитена пришел к выводу о невозможности использования существующей внутригородской железной дороги для городских пассажирских перевозок из-за её удалённости от жилых кварталов, сложности подхода и подъезда.
В 2001 году вновь возникло предложение об использовании для массовых городских перевозок железной дороги на следующих участках: Дёма — Уфа — Шакша, Дёма — Уфа — Загородная, Дёма — Уфа — Бензин. Таким образом планировалось охватить промышленные районы Северный (где работает 70 тыс. чел.), Лихачевский (50 тыс.), Шакша (7 тыс.), Дёма (5 тыс.). Однако это можно было бы реализовать только после проведения ряда серьёзных мероприятий: строительства второго пути на южном обходе через станцию Юрмаш для вывода из города транзитных грузовых потоков, строительства нового вокзала на станции Уршак для обслуживания пригородных и дальних пассажирских поездов южного направления, строительства электрифицированного железнодорожного пути до аэропорта, строительства новых остановочных пунктов у аэропорта и в городе для выхода в город и пересадки на уличный транспорт, строительства ряда путепроводов над железнодорожными путями для автомобильных магистралей, реконструкции железнодорожного вокзала и др.
В 2005 году был принят к реализации проект организации линии городского электропоезда («наземного метро») от аэропорта и районов на юге города через весь город (17 станций) с разветвлениями к окраинам: северной (Загородная, 9 станций) и северо-восточной (Шакша, 3 станции).
В проекте было обещано следующее: "На станции «Аэропорт» будет сооружена закрытая посадочная платформа. В черте и центре города будут реконструированы имеющиеся станции и сооружены новые: «Баланово» (в перспективном районе жилой застройки за Дёмой у Армянской ул.), «Затонская» (в центральном районе у автодорожного моста через реку Белую к одноимённому жилому району), «Бельский парк» (в районе проспекта Октября). Поскольку станции в центре города расположены в пойменной низине относительно жилых кварталов и улиц, на них будут предусмотрены оригинальные системы вертикального транспорта от посадочных платформ — эскалаторы-травелаторы и вертикальные подъёмники (большие лифты). Так, на станции «Правая Белая» при высоте подъёма 45 метров длина эскалатора будет 60 м, на станции «Уфа-вокзал» — 59 и 320 м; на станции «Затонская» — 92 и 400 м, на станции «Бельский парк» — 58 и 200 м. Благодаря таким необычным архитектурно-инженерным решениям эти современные станционные комплексы станут достопримечательностью города. Порядок оплаты и стоимость проезда в «наземном метро» будут приравнены к прочему городскому транспорту. Оператором городских поездов будет предприятие «Баштранспригород».
В 2006 году утверждено технико-экономическое обоснование «наземного метро». Подготовительные и основные строительные работы по его сооружению должны были начаться в 2008—2010 годах. Полностью сдать «наземное метро» в эксплуатацию было запланировано на 2015 год.
В 2009 году в Уфе было отменено движение электричек по длинной внутригородской ветке на станцию Загородная «в связи с отсутствием пассажиропотока», и по той же причине сокращено движение электричек по оставшейся главной ветке до 4—5 пар в день (против 20—25 в лучшие времена).
21 сентября 2012 года по предполагаемому маршруту «наземного метро» была запущена городская электричка от станций Уфа до станции Шакша (4 пары в день, стоимость билета — 36 рублей, детского — 11 руб, время в пути — 33 минуты). Вскоре уфимским мэром Иреком Ялаловым были озвучены планы продления маршрута до станции Дёма и строительства обновленных 11 станций с подъездами, подходами и даже перехватывающими парковками.
25 ноября того же года городская электричка была отменена из-за невостребованности. За два месяца ею воспользовалась всего тысяча пассажиров.
В 2013 году Ирек Ялалов заявил, что пока новые одиннадцать станций городской электрички построены не будут, электричку не пустят.
С 12 июня 2014 года электричка курсировала ежедневно «по кругу», выезжая утром из Дёмы, проезжая через Уфу и Шакшу в Иглино, затем из Иглино она ехала обратно в Дёму, но уже через Юрмаш и Чесноковку. Вечером электричка возвращалась обратно по тому же маршруту. Решение об открытии маршрута было принято по просьбе пассажиров, у которых в данном направлении расположены дачные участки. С 1 сентября электричка стала курсировать только по выходным дням, а с октября 2014 года была отменена.

## Транспортный проект «Толпар»
ОАО «Башкортостанская пригородная пассажирская компания» приступила к реализации нового транспортного проекта «Толпар», который предусматривает ежедневное движение электропоездов в пределах города Уфы.
С 15 сентября 2015 года на участке железной дороги Дёма — Уфа — Шакша курсируют пять электропоездов: два поезда (6211,6215) утром и один поезд (6217) вечером из Шакши в Дёму, один поезд (6214) утром и один поезд (6216) вечером из Дёмы в Шакшу. Время в пути по всему маршруту составляет 40-50 минут. Электропоезд позволяет добраться от вокзала Уфы до Черниковки за 20 минут, в то время как на автобусе такая поездка займет около часа. На линии эксплуатируются электропоезда ЭД4М , ЭР2Т , ЭП2Д состоящие из четырёх вагонов.
Стоимость проезда одинакова вне зависимости от расстояния и составляет 21 рубль (билет на городскую электричку). Этот тариф действует от станции «Дёма» до станции «Шакша» на любом электропоезде.
Билет можно купить в самой электричке или на станции при наличии кассира. На вокзале Уфы билет можно купить в терминале самообслуживания. Так как большинство обычных пригородных электропоездов едут только из Уфы или до Уфы, городская электричка позволяет проехать станцию Уфа без долгого ожидания пересадки.
Ежедневно пассажирами «Толпара» становятся до 500 человек.
С 28 ноября 2015 года некоторые поезда стали курсировать только по будням, «так как садоводы и дачники перестали ездить».
С 15 февраля 2016 года городская электричка курсирует только по будням.
С 25 июля 2016 года по просьбе уфимских студентов и учащихся в поездах городской электрички появился Wi-Fi.
В настоящее время поезда проезжают между станциями Шакша — Дёма как городская электричка, а далее следуют, как пригородный поезд.
Расписание городской электрички:
Дёма — Уфа
Дёма — Шакша
Уфа — Дёма
Уфа — Шакша
Шакша — Уфа
Шакша — Дёма

## Станции
В отличие от пригородных электропоездов, городская электричка проходит без остановки станции Левая Белая и Правая Уфимка.
- «Дёма»
- «Левая Белая» (без остановки)
- «Правая Белая»
- «Уфа-Вокзал»
- «Воронки»
- «Городской Дворец Культуры»
- «Парковая»
- «Черниковка»
- «Спортивная»
- «Правая Уфимка» (без остановки)
- «Шакша»